# کیسه هوا/من چطور رانندگی می‌کنم؟
| بررسی انتقادی | بررسی انتقادی |
| منبع          | رتبه‌بندی      |
| ------------- | ------------- |
| AllMusic      | [ ۱ ]         |
| Pitchfork     | 9.2/10        |

کیسه هوا / من چگونه رانندگی می‌کنم؟ پنجمین ای‌پی گروه راک انگلیسی ردیوهد است که در آوریل ۱۹۹۸ در بازار آمریکای شمالی منتشر شد. این مجموعه پشت صفحه‌های (بی-ساید) تک آهنگ‌های منتشر شده از آلبوم سوم ردیوهد، اوکی کامپیوتر (۱۹۹۷)، به علاوه آهنگ «کیسه هوا» است.

## انتشار و بازخورد
کیسه هوا / چگونه رانندگی می‌کنم؟ رتبه ۵۶ در بیلبورد ۲۰۰، را با فروش ۲۰ هزار نسخه‌ای در هفته اول بدست آورد. اگرچه که کل مجموعه تنها ۲۵ دقیقه درازا داشت، نامزد دریافت جایزه گرمی برای بهترین اجرای موسیقی جایگزین در سال ۱۹۹۹ شد.
در سال ۲۰۰۹، آلبوم توسط ئی‌ام‌آی در ایتیونز دوباره منتشر شد.
نخستین اجرای زنده آهنگ «ملاقات در راهرو» در سال ۲۰۱۲ در تور پادشاه شاخه‌ها بود.

## فهرست آهنگ‌ها
همه آهنگ‌های را ردیوهد نوشته‌است.
| شماره | نام                          | مدت  |
| ----- | ---------------------------- | ---- |
| ۱.    | «Airbag»                     | ۴:۴۶ |
| ۲.    | «Pearly*»                    | ۳:۳۳ |
| ۳.    | «Meeting in the Aisle»       | ۳:۰۹ |
| ۴.    | «A Reminder»                 | ۳:۵۱ |
| ۵.    | «Polyethylene (Parts 1 & 2)» | ۴:۲۲ |
| ۶.    | «Melatonin»                  | ۲:۰۹ |
| ۷.    | «Palo Alto»                  | ۳:۴۳ |

## مشارکت‌ها

### ردیو هد
- تام یورک
- جانی گرینوود
- اد اوبراین
- کالین گرینوود
- فیل سلوی

### تولید
- نایجل گودریچ

### بسته‌بندی
- تام یورک
- استنلی داونوود